# شهرستان باوکانگ
شهرستان باوکانگ (به لاتین: Baokang County) یک منطقهٔ مسکونی در چین است که در شیانگیانگ واقع شده‌است. شهرستان باوکانگ ۳٬۲۲۵ کیلومتر مربع مساحت و ۲۵۴٬۵۹۶ نفر جمعیت دارد.